# Rovescala
Rovescala é uma comuna italiana da região da Lombardia, província de Pavia, com cerca de 929 habitantes. Estende-se por uma área de 8 km², tendo uma densidade populacional de 116 hab/km². Faz fronteira com Castel San Giovanni (PC), Montù Beccaria, San Damiano al Colle, Santa Maria della Versa, Ziano Piacentino (PC).

## Demografia
| Variação demográfica do município entre 1861 e 2011                               |
|                                                                                   |
| Fonte: Istituto Nazionale di Statistica (ISTAT) - Elaboração gráfica da Wikipedia |